# Estació de Vila-seca
Vila-seca és una estació de ferrocarril propietat d'adif situada al nord-est de la població de Vila-seca, a la comarca del Tarragonès. L'estació es troba a la línia Tarragona-Reus-Lleida i hi tenen parada trens de les línies R14, R15, R16 de regionals i la línia RT1 de Rodalies de Catalunya, a més de línies de mitjana distància, totes operades per Renfe Operadora.
Aquesta estació va entrar en servei l'any 1856 quan va entrar en servei el tram construït per la Companyia del Ferrocarril de Reus a Tarragona (posteriorment LRT) entre Tarragona i Reus.
El 13 de gener de 2020 l'obertura de la variant del corredor mediterrani i la clausura del traçat per la costa entre Vandellòs i Port Aventura, l'estació passà a ser nexe d'unió amb la línia ferroviària entre Tarragona i Amposta.
L'any 2016 va registrar l'entrada de 95.000 passatgers.

## Línia
- Línia 200 (Madrid - Vila-seca - Barcelona)
- Línia 230 (Tarragona - Vila-seca - Lleida)

## Serveis ferroviaris

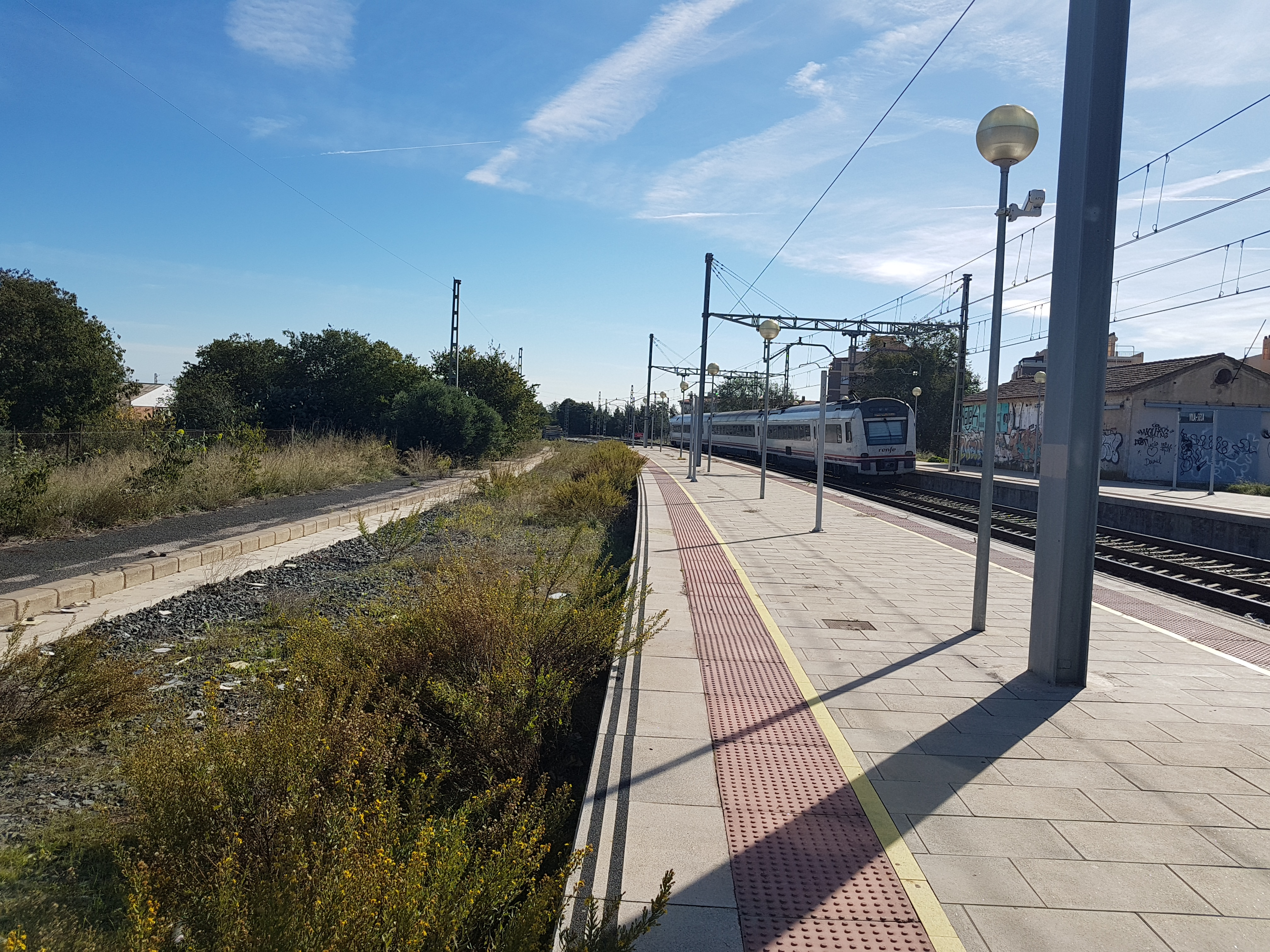
Tren de la línia regional R15 amb destinació Barcelona

| Procedència/Destinació                     | <        | Línia         | >         | Procedència/Destinació      |
| ------------------------------------------ | -------- | ------------- | --------- | --------------------------- |
| Rodalia del Camp de Tarragona              |          |               |           |                             |
| Reus                                       | Reus     | thumbnail RT1 | Tarragona | Tarragona                   |
| Serveis regionals de Rodalies de Catalunya |          |               |           |                             |
| Lleida Pirineus                            | Reus     |               | Tarragona | Barcelona-Estació de França |
| Reus Móra la Nova Flix Riba-roja d'Ebre    | Reus     |               | Tarragona | Barcelona-Estació de França |
| Casp Saragossa-Delicias Madrid-Chamartín   | Reus     |               | Tarragona | Barcelona-Estació de França |
| Tortosa Vinaròs València-Nord              | Cambrils |               | Tarragona | Barcelona-Estació de França |